# Japluma
Japluma es una localidad caboverdiana del municipio de Santa Catarina.

## Geografía
La localidad está situada en la isla de Santiago.

## Organización territorial
La localidad abarca los lugares y barrios de:
- Bragança
- Covão de Goiaba
- Covão Robalo
- Cutelo de Hortinha
- Fonte Gonçalves
- Japluma